# Позарым
Позарым — государственный природный заказник федерального значения в Республике Хакасия.

## История
Заказник был основан 8 декабря 2011 года. Его цель охрана и воспроизводство редких и исчезающих видов животных и растений, а также сохранение природных комплексов.

## Расположение
Позарым располагается на территории Таштыпского района Республики Хакасия. Общая площадь заказника составляет 2537,425 га.

## Флора и фауна
На территории заказника произрастает 510 видов сосудистых растений. Из них 18 видов занесены в Красную книгу Республики Хакасия и 7 видов включены в Красную книгу Российской Федерации. Животный мир заказника включает 28 видов млекопитающих, 14 видов птиц, 2 вида рыб и 81 вид насекомых. Редкие виды животных, которые занесены в Красные книги Российской Федерации и Республики Хакасия: сибирский горный козёл, северный олень (лесной подвид), кабарга, снежный барс, манул.